# Arcadia (Tucumán)
Arcadia è una città dell'Argentina, appartenente alla provincia di Tucumán, nel dipartimento di Chicligasta. Essa è situata a 66 km dalla capitale della provincia San Miguel de Tucumán, e a 6 km dal capoluogo del dipartimento Concepción.
La giurisdizione del comune comprende la regione tra i fiumi río Gastona e río Seco.